# Théâtre Libre
Il Théâtre Libre è stato movimento teatrale francese promosso nel 1887 a Parigi da André Antoine con lo scopo di rinnovare il repertorio teatrale mettendo in scena opere della più recente drammaturgia naturalistica e grandi opere di autori stranieri.

## Storia

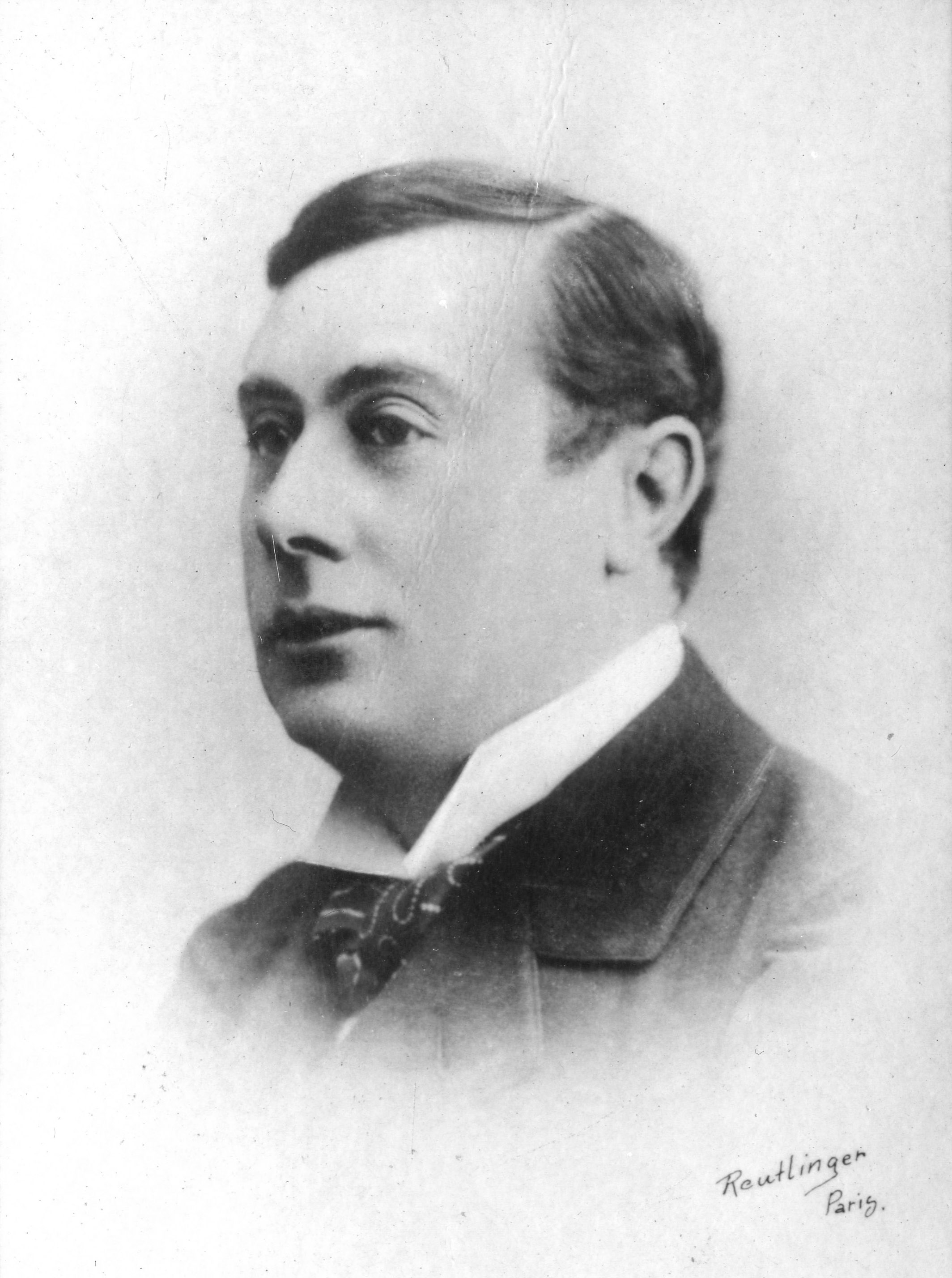
Ritratto fotografico di André Antoine

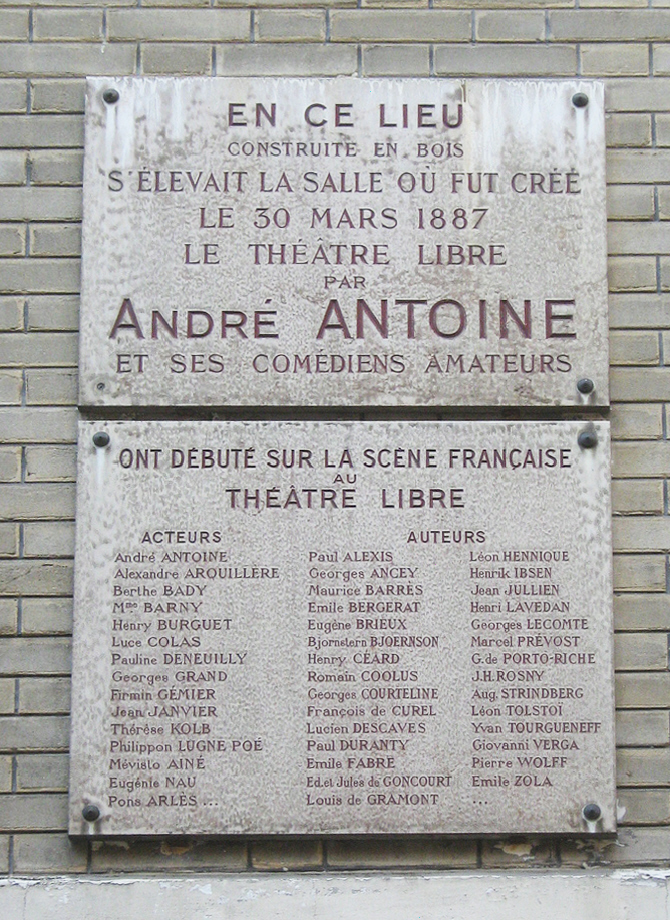
Targa ricordo del Théâtre Libre sulla facciata del Théâtre Montparnasse

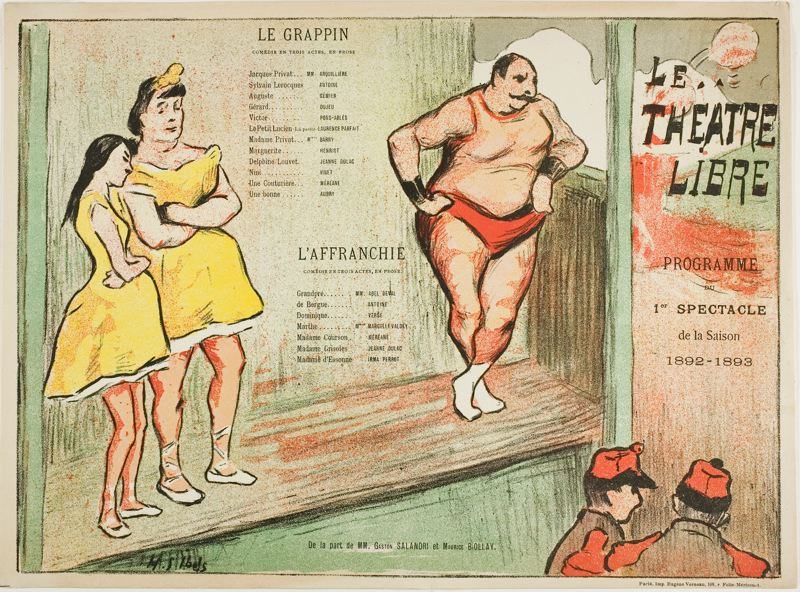
Programma della stagione 1892-1893 (illust. H.-G. Ibels)

Nel 1887 André Antoine, un attore dilettante colto e ricco di entusiasmo, fondò a Parigi una piccola compagnia teatrale che chiamò Théâtre Libre. Il suo programma dichiarato era quello di “liberare il teatro da intenti di cassetta”, di contrapporre cioè un teatro d’arte al teatro commerciale allora in auge con conseguenze di degrado artistico e culturale. La sua intenzione era quella di dare l'opportunità ai giovani drammaturghi del nuovo teatro naturalistico di mettere in scena le loro opere.
La compagnia del Théâtre Libre ebbe sede a Parigi inizialmente in una piccola sala del Passage de l'Élysée des Beaux Arts (ribattezzata nel 1951 Rue André-Antoine
); si spostò pochi mesi dopo al Théâtre Montparnasse e infine, nel 1891, al Théâtre des Menus Plaisirs, un edificio che nel 1897 prese il nome di Théâtre-Antoine.
La prima produzione di Antoine fu un gruppo di spettacoli teatrali in un atto che attirarono l'attenzione di importanti drammaturghi d'avanguardia come Zola e Becque. Il Théâtre Libre ebbe presto un orizzonte internazionale; per esempio, nel 1888 fu rappresentato La potenza delle tenebre di Tolstoj e nel 1889 Cavalleria rusticana di Verga. Oltre ai lavori di drammaturghi francesi, al Théâtre Libre furono messe in scena opere di Ibsen, Strindberg, Hauptmann e Bjørnson.
Il Théâtre Libre costituì il modello della Die Freie Bühne di Berlino, dell'Independent theatre di Londra e del Teatro d'arte di Mosca. Contribuì inoltre all'affermazione di nuovi metodi di messinscena e di recitazione, che difficilmente avrebbero potuto essere messi in atto in un teatro prevalentemente commerciale. Antoine incoraggiava i suoi attori a comportarsi come se non fossero a conoscenza della presenza del pubblico, mentre le sue scenografie miravano a ottenere nei minimi dettagli l'impressione della vita reale.
Dal punto di vista finanziario il successo fu scarso. Antoine era oberato dai debiti e il 27 aprile 1896 il Théâtre Libre chiuse i battenti.